# Oleksandr Alijew
Oleksandr Oleksandrowytsch Alijew (ukrainisch Олександр Олександрович Алієв, russisch Александр Александрович Алиев; * 3. Februar 1985 in Chabarowsk, Russische SFSR, Sowjetunion) ist ein ehemaliger ukrainischer Fußballspieler.

## Karriere

### Verein
Seine Fußballkarriere begann er in seiner Heimatstadt Chabarowsk. Später wechselte er zu einer Juniorenmannschaft von Spartak Moskau, ehe er über Borysfen Boryspol II bei Dynamo Kiew unterschrieb. Er debütierte im Alter von 17 Jahren und sechs Monaten als jüngster Spieler in der höchsten ukrainischen Fußballliga. Da er zunächst sehr erfolgreich für die zweite Mannschaft von Kiew spielte, lieh man ihn 2006 zunächst für ein halbes Jahr an Metalurh Saporischschja aus, um ihn anschließend einen festen Platz im ersten Team von Dynamo Kiew zu geben. In der Saison 2008/09 gelang ihn bei Kiew der Durchbruch. Mit seinen 12 Toren in 22 Spielen ist er bislang der zweitbeste Torschütze in der Liga und zog damit auch das Interesse ausländischer Klubs auf sich. Am 21. April 2009 gab Alijew allerdings die Verlängerung seines Vertrages, der in jenem Sommer eigentlich ausgelaufen wäre, bis 2011 bekannt. Dies hielt Alijew jedoch nicht davon ab im Februar 2010 Kiew zu verlassen und sich bis 2013 Lokomotive Moskau anzuschließen.

### Nationalmannschaft
Sein Länderspieldebüt für die ukrainische A-Nationalmannschaft feierte er am 6. September 2008 in Lwiw gegen Belarus. Danach kam er regelmäßig zum Einsatz und spielte bislang in allen Qualifikationsspielen zur WM 2010 mit. Mit der U-21-Auswahl seines Landes wurde er bei EM 2006 in Portugal Vize-Europameister. Für die U-17 der Ukraine bestritt er 31 Spiele und erzielte dabei 13 Tore.

## Titel und Erfolge
- Ukrainischer Meister: 2003, 2004, 2007, 2009
- Ukrainischer Pokal: 2003, 2005, 2006, 2007
- Ukrainischer Superpokal: 2004, 2006, 2007
- Pokal Erster Kanal: 2008
- U-21-Vizeeuropameister: 2006